# Medresa

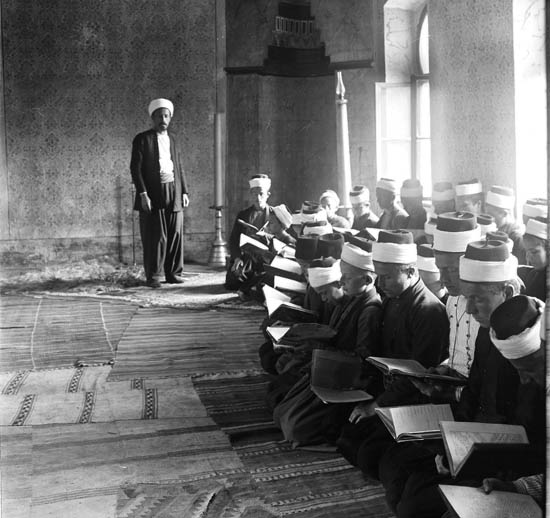
Hodina v medrese v Bosně a Hercegovině v roce 1906

Medresa (arabsky مدرسة‎) je islámská náboženská škola vyššího typu, nejčastěji založená při mešitě. Školou nižšího typu je potom maktab (mekteb, arabsky مكتب‎‎).

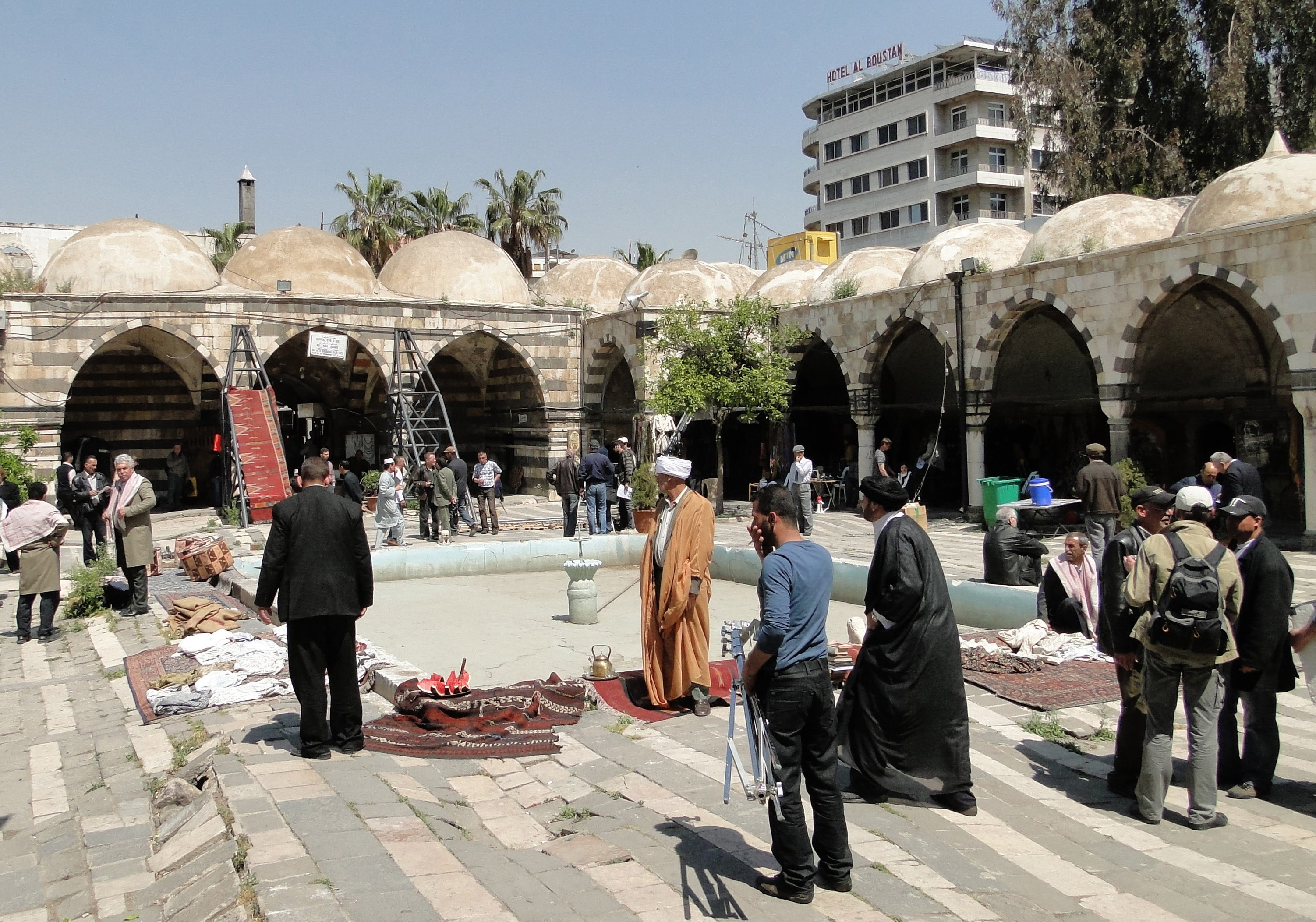
Historická budova medresy Suleymanyye v Sýrii

## Charakter medresy
Medresy se nacházejí hlavně v zemích, kde je rozšířen islám. Největší vliv mají ve východní části islámského světa, tedy v Íránu, Pákistánu a Afghánistánu, rozšířené jsou ale i v Saúdské Arábii, Indii, Filipínách, Singapuru a dříve i na území Albánie či Bosny a Hercegoviny (dnes je jich šest). Zatímco v prvních uvedených zemích, kde má islám velký vliv, je fungování medres samozřejmé jako víceméně běžné vzdělání, v oblastech rozvinutého světa, kde je islám dominantně zastoupen, hrají víceméně význam církevních škol.

## Regionální vznik, vývoj a odlišnosti
Školy jsou organizované islámskými obcemi, většinou tam, kde není dostatečně zajištěno vzdělání státem.[zdroj?] Studium ženám není umožněno na všech medresách;[zdroj?] a tam, kde tomu tak je, mají oddělené třídy.[zdroj?]
Celá řada současných islámských zemí převzala systém vzdělání nikoliv ze západních křesťanských států, ale z Osmanské říše. Medresy existovaly již za dob Seldžuckých Turků; během Osmanské nadvlády nad východním Středomořím a blízkým východem byly zřizovány masivně zhruba přelomu od 15. a 16. století., tedy za vlády sultána Mehmeda II. Osmané převzali předchozí školy a zdokonalovali je, např. tím, že je rozdělili podle různých stupňů. Tyto medresy nefinancoval přímo stát, ale systém tzv. nadací, známých jako vakf.. Nadace nesloužily pouze k financování škol, ale také i nemocnic, mešit a dalších staveb pro veřejné účely.
Medresy vznikaly většinou při mešitách; na nově dobytých osmanských územích byl vždy nejprve zřízen muslimský svatostánek a potom až škola.
V medresách se kromě náboženské věrouky, která hrála hlavní roli, vyučovalo také právo, literatura a další znalosti, které se považovaly v dobách středověké Osmanské říše považovány za významné. Na vyšší úrovni se pak studenti věnovali např. i medicíně, astronomii, matematice, fyzice, nebo logice a při školách tak vznikaly i nemocnice, knihovny a další pracovny. Ve větších osmanských městech (zhruba v dnešní Anatolii, hlavně pak na pobřeží) byly budovány rozsáhlé komplexy. Školy musely fungovat zcela v souladu s právem šaría. Vzdělání bylo většinou pětileté; studenti byli označování jako fakihové.
V čele osmanských medres stál jako nejvyšší představitel tzv. muderis (arabsky mudarris), který požíval vysoké vážnosti a jednalo se vždy o velmi vzdělanou osobnost. Jeho pomocníkem pak byl muid (suplent), který vykonával přesně tu práci, kterou mu muderis zadal. Muderisové byli zprvu jmenováni do čela medres na neomezenou dobu, později (od přelomu 16.–17. století) se však již jejich období časově omezovala, neboť množství škol rostlo, stejně jako počet vzdělaných lidí. Mezi jednotlivými kandidáty se vybíralo tak, že museli skládat zkoušky.
Muderisové z významných škol v centru říše získávali kromě toho také i mnohé funkce a účastnili se různých slavností. Někteří z nich se dokonce dostali i k řízení jednotlivých vakufů. V okrajových oblastech působili často muderisové z významných a rozvinutích měst centra říše.

## Kritika
Medresy byly s nástupem moderního sekularizovaného vzdělání likvidovány jako symbol zastaralého režimu s nevzdělaným obyvatelstvem. Například v Jugoslávii byly odstraněny po druhé světové válce v souvislosti s nástupem komunistického režimu, podobně byly likvidovány i ve střední Asii, která byla toho času součástí Sovětského svazu. Ostatní země potom začaly kopírovat západní model školství, což znamenalo omezení či snížení vlivu medres.
Po teroristických útocích v roce 2001 a vyhlášení války proti terorismu prezidentem USA Georgem Bushem začaly být medresy, hlavně ty pákistánské, médii[zdroj?] často považovány za centra radikálního islámu, ze kterých se rekrutují teroristé. Fakticky bylo již prokázáno[zdroj?] spojení mezi některými medrasami a teroristickými organizacemi, a proto jsou v Pákistánu přísně kontrolovány.[zdroj?]